# Richard Wünsch
Richard Wünsch, född den 1 juni 1869 i Wiesbaden, död den 17 maj 1915 vid Iłża, var en tysk klassisk filolog och religionsvetare.
Wünsch studerade från 1887 klassisk filologi i Marburg och blev medlem i det nuvarande Marburger Burschenschaft Rheinfranken. Redan under studierna blev han reservofficer. Efter en termin i Berlin och två i Bonn, där han knöt nära band med Albrecht Dieterich och Siegfried Sudhaus, återvände han hösten 1890 till Marburg, där han slöt sig till Georg Wissowa, som kom att prägla hans vetenskapliga gärning. År 1893 promoverades Wünsch på dissertationen De Taciti Germaniae codicibus Germanicis.
Därefter genomförde han studieresor till Paris, Spanien, Italien och Grekland, delvis i sällskap med sin vän Dieterich. Under denna tid kollationerade Wünsch även grekiska handskrifter av Johannes Lydos, som han publicerade i den 1898 utgivna, till Wissowa decikerade editionen Lydus de mensibus (Leipzig, Teubner). År 1895 tillbragte Wünsch några månader i Göttingen som åhörare till Friedrich Leo och Ulrich von Wilamowitz-Moellendorff. I juli 1898 begav han sig till Breslau, för att habilitera sig hos Franz Skutsch. Där arbetade han även tillsammans med Conrad Cichorius, Wilhelm Kroll, Eduard Norden och Friedrich Vogt.
Hösten 1902 mottog Wünsch en kallelse till lärostolen för klassisk filologi i Gießen som Gotthold Gundermanns efterträdare, där jämte Dieterich Erich Bethe, Alfred Körte och Adolf Strack hörde till hans kolleger. År 1906 erbjöds honom professurer i Kiel och Königsberg; han bestämde sig för Königsberg, dit han flyttade i april 1907. Där kom han nästan uteslutande åt religionshistorien. År 1913 flyttade Wünsch till Münster. Vid första världskrigets utbrott anmälde han sig som frivillig och sändes till Polen. Mot slutet av februari 1915 blev han inblandad i direkta stridshandlingar och stupade vid Iłża några månader senare.